# La Torre de Claramunt
Pour les articles homonymes, voir Claramunt.
La Torre de Claramunt est une commune de la province de Barcelone, en Catalogne, en Espagne, de la comarque d'Anoia

## Lieux et monuments
- Le château de La Torre de Claramunt, construit du XIe au XVIe siècle ;
- L'église romane Saint-Jean-Baptiste de La Torre de Claramunt ;
- L'église romane Sant Salvador de Vilanova d'Espoia ;
- Vestiges d'un ancien village ibère à Sitges.